# Skyline (Alabama)
Skyline é uma cidade  localizada no estado americano de Alabama, no Condado de Jackson.

## Demografia
Segundo o censo americano de 2000, a sua população era de 843 habitantes.
Em 2006, foi estimada uma população de 842, um decréscimo de 1 (-0.1%).

## Geografia
De acordo com o United States Census Bureau, a localidade tem uma área de 10,0 km², sem área coberta por água.

## Localidades na vizinhança
O diagrama seguinte representa as localidades num raio de 32 km ao redor de Skyline.